# L'incoronazione di Dario

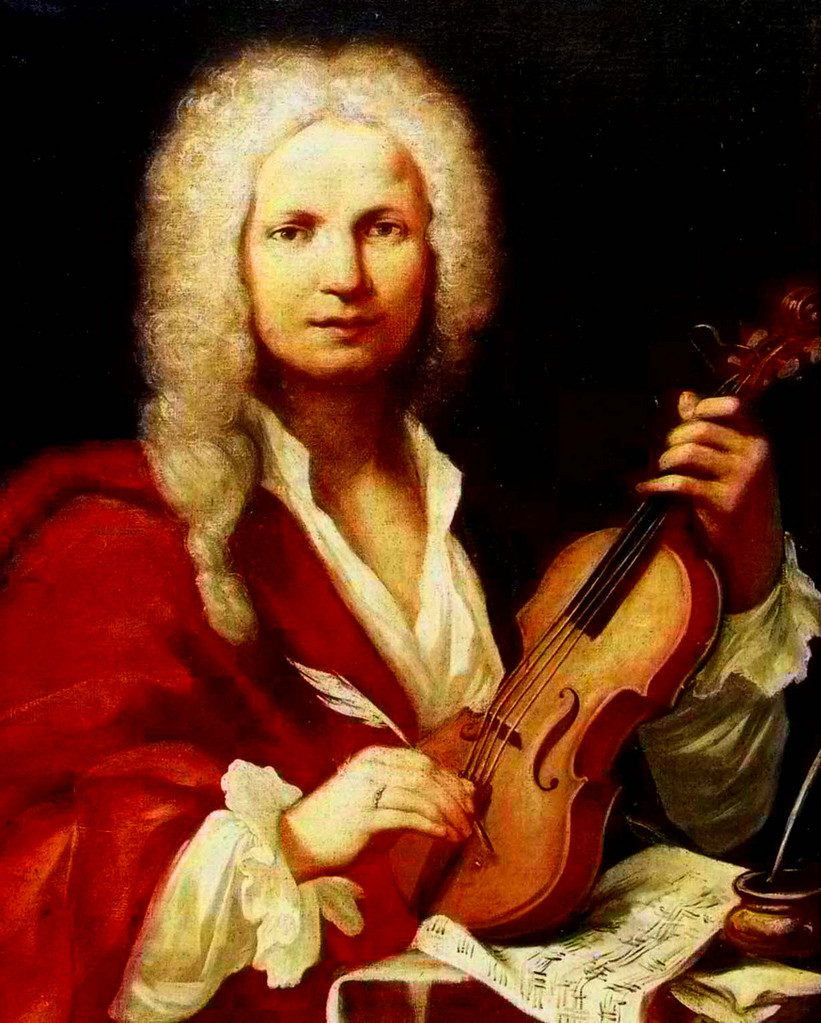
Antonio Vivaldi

L'incoronazione di Dario (Darius kröning) är en opera i tre akter med musik av Antonio Vivaldi och libretto av Adriano Morselli.

## Historia
Vivaldi skrev L'incoronazione di Dario på höjden av sin operakarriär. Det var hans sista opera för Teatro Sant'Angelo innan han flyttade till den mer prestigefyllda Teatro San Moisè. Librettot, byggd på en historisk händelse i Persien på 400-talet, följde i en populär venetiansk trend för det orientaliska som återspeglade stadens starka kommersiella och politiska band med orienten. Operan hade premiär i Venedig den 23 januari 1717.

## Personer

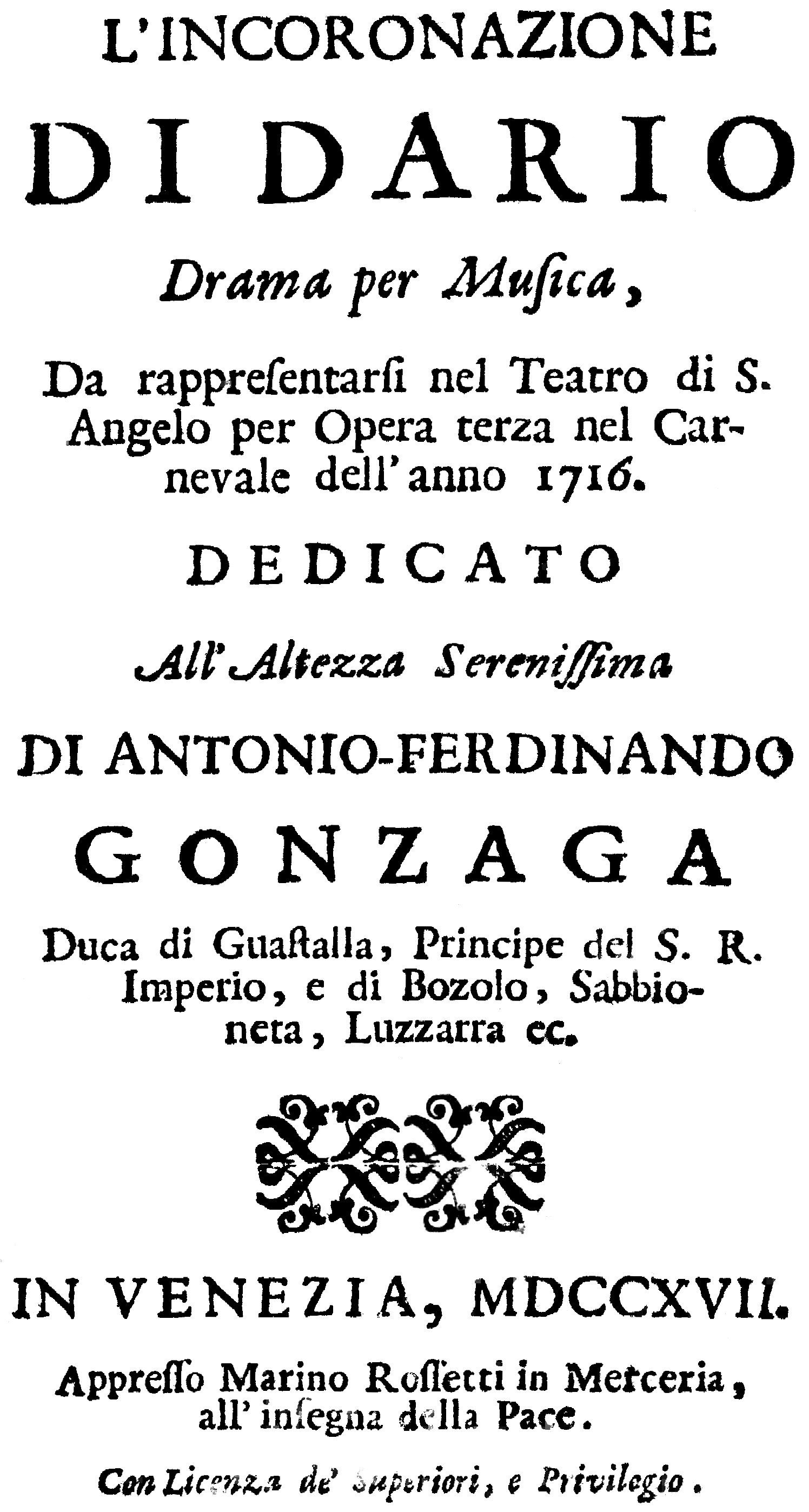
Librettot till L'incoronazione di Dario 1716.

- Flora (kontraalt)
- Arpago (sopran)
- Oronte (sopran)
- Alinda (soprano)
- Niceno (bas)
- Argene (kontraalt)
- Statira (kontraalt)
- Dario (tenor)

## Handling

### Akt I
Kung Ciros av Persien ande befaller sina döttrar Statira och Argene att sluta sörja honom. Dario, en tronkrävare, anländer för att uppvakta Statira men Argene tänker vinna Dario för egen räkning. Under tiden strider två andra tronkrävare, Arpago och Oronte, över makten men stoppas av Dario som föreslår att den som äktar Statira ska bli kung. Argene tar hjälp av Niceno, flickornas lärare, för att vinna Darios hjärta. Niceno är själv förälskad i Statira.

### Akt II
Argene lurar Dario att skriva ett brev till en obesvarad beundrare vilket sedan visas för Statira som om det var adresserat till Argene. Statira frågar naivt Niceon om det hon känner är avundsjuka, innan hon erbjuder sin hand till både Arpago och Oronte. Dario ber Argene om hjälp att vinna Statiras hjärta och blir förskräckt när hon berättar att hon redan är förlovad, två gånger om. Statira kommer underfund med att hon älskar Dario som utkräver hämnd mot sina rivaler.

### Akt III
Arpago och Oronte upptäcker att båda är förlovade med Statira, som sänder iväg dem. Niceno, i maskopi med Argene, ledsagar Statira utanför stadsmuren för att möta Dario men i själva gör de det för att lämna henne åt de vilda djuren. Argene säger till Dario att hennes syster har rymt men han ger sig av för att leta. Dario räddar Statira och de båda klår upp Niceno varpå de besjunger sin kärlek. Argene som tror att Statira är död utropar sig till drottning men avslöjas av Dario och Statira. Efter att benådat sina rivaler gifte sig Dario med Statira och utropas till kung.